# Thibault Lecomte
Thibault Lecomte (4 de marzo de 1993) es un deportista francés que compitió en remo. Ganó una medalla de plata en el Campeonato Mundial de Remo de 2015, en la prueba de ocho con timonel ligero.

## Palmarés internacional
| Campeonato Mundial | Campeonato Mundial     | Campeonato Mundial | Campeonato Mundial      |
| Año                | Lugar                  | Medalla            | Prueba                  |
| ------------------ | ---------------------- | ------------------ | ----------------------- |
| 2015               | Aiguebelette (Francia) | Medalla de plata   | Ocho con timonel ligero |